# Sphenomorphus dekkerae
Sphenomorphus dekkerae é uma espécie de réptil escamado da família Scincidae encontrado na Indonésia.